# Otto Bonsema
Otto Bonsema (ur. 3 listopada 1909 w Groningen, zm. 10 lipca 1994 tamże), piłkarz holenderski grający na pozycji napastnika, a po zakończeniu kariery trener.

## Kariera piłkarska
Bonsema rozpoczynał piłkarską karierę w klubie Velocitas, pochodzącego z jego rodzinnej miejscowości Groningen, a od sezonu 1929/1930 został graczem pierwszej jedenastki. W Velocitas grał w latach 1926–1937 i prawie co roku zespół zostawał mistrzem Holandii Północnej. Największy sukces osiągnął jednak w 1934 roku, gdy wywalczył Puchar Holandii po wygraniu meczu z Feyenoordem. W 1937 roku Bonsema przeniósł się do klubu GVAV, innego klubu z Groningen. W 1940 roku został pierwszy i jedyny raz z GVAV mistrzem Holandii Północnej, a w klubie tym grał do roku 1942 i wtedy zakończył piłkarską karierę.
W reprezentacji Holandii Bonsema zadebiutował 29 maja 1932 roku w przegranym 1:2 meczu z Czechosłowacją i w debiucie zdobył gola. Natomiast rok później w wygranym 3:1 meczu z Belgią zdobył 2 gole. Karierę reprezentacyjną kończył w 1939 roku, a przez 7 lat gry w niej rozegrał 6 meczów i strzelił 3 gole.

## Kariera trenerska
W 1947 roku został trenerem GVAV. Po 14 latach pracy Bonsema został szkoleniowcem BV Veendam, a pracował w tym klubie także jako dyrektor techniczny. Zmarł w 1994 roku w swojej rodzinnej miejscowości Groningen.